# Jabbo Smith
Jabbo Smith, nom artístic de Cladys Smith (Pembroke, Geòrgia, 24 de desembre de 1908 - 16 de gener de 1991) va ser un músic de jazz estatunidenc, conegut pel seu estil hot amb la trompeta.
Smith va néixer a Pembroke (Geòrgia). A l'edat de 6 anys va anar a l'Orfenat Jenkins a Charleston, Carolina del Sud, on va aprendre a tocar la trompeta i el trombó. Als deu anys ja tocava amb la Banda de Jenkins. A edat de 16 anys va deixar l'Orfenat per esdevenir un músic professional, al principi tocant en bandes de Filadèlfia, Pennsilvània, Atlantic City (Nova Jersey) abans d'establir-se definitivament a Manhattan, a Nova York, des d'aproximadament el 1925 fins al 1928, on va fer les seves primeres gravacions.
El 1928 va anar de viatge amb James P. Johnson. L'orquestra de Johnson va acabar el show a Chicago, on Jabbo es va quedar alguns anys. La seva sèrie de vint enregistraments per Brunswick Records del 1929 són les seves gravacions més famoses, i Smith va ser proclamat rival a Louis Armstrong. Malauradament la majoria d'aquests enregistraments no van vendre prou bé, de forma que no es va continuar amb el contracte entre el músic i la discogràfica.
Al març de 1935 a Chicago, Smith va ser presentat en una gravació produïda per Helen Oakley sota el nom de Charles LaVere & El seu Chicagoans, en la qual es va incloure a Jabbo i LaVere com a cantants en el tema compost pel mateix LaVere, anomenat "Bogaboo Blues". És un exemple primerenc de gravacions de blues interracial, tot i que queda lluny del primer de tots, fet l'any 1921.
Durant la dècada dels 1930, Smith es va moure a Milwaukee, Wisconsin, alternant-ho amb alguns retorns esporàdics a Nova York. A Milwaukee va col·laborar amb saxofonista Bill Johnson. Quasi de forma immediata, Jabbo va desaparèixer de l'escena pública, tocant a mitja jornada, ja que havia acceptat un treball regular en una empresa automobilística.
Jabbo Smith va tornar a aparèixer durant la dècada dels 1960. Molts músics joves, aficionats, i col·leccionistes de música van quedar sorpresos, ja que no sabien que aquesta estrella musical dels 1920 encara estés viu. Smith va tornar a tenir èxit tocant amb bandes de Nova York, Nova Orleans, Louisiana, Londres i França durant les dècades del 1970s i 1980s.

## Jabbo Smith, els Rhythm Aces i Ikey Robinson
Durant la dècada dels 1920, i degut a l'auge de la música que es considerava hot, i que per tant incloïa solos dels integrants dels grups, Jabbo Smith va poder crear la seva pròpia formació. Aquests eren els Jabbo Smith's and his Rhythm Aces, que ja s'ha dit que en certa forma en l'única competència que s'ajustava en nivell amb Louis Armstrong and his Hot Five. Encara que no se sap exactament quins eren els components d'aquesta banda normalment, sí que es poden citar alguns dels músics que apareixen a les gravacions més importants d'aquesta formació, aquests serien els següents:
- Hayes Alvis a la tuba.
- Omer Simeon com a clarinetista (i saxofonista).
- Ikey Robinson al banjo.
- Earl Frazier al piano.

Amb aquests músics va enregistrar alguns dels seus temes més famosos com ara el Little Willie Blues, Jazz Battle, la balada Absolutely o el Lina Blues entre d'altres. D'entre tots aquests músics, el més destacat era sens dubte Ikey Robinson, que fins i tot, a la portada del disc recopilatori "Jabbo Smith and his Rhythm Aces. 1929. The Complete Set", el banjista apareix citat com a membre independent de la formació que acompanya a Jabbo Smith.
Respecte a l'estil del trompetista durant aquest període, cal dir que Jabbo tenia una predilecció pels temes menors, ja que la majoria d'ells ho són. A més, a l'hora de solejar Jabbo opta per a incloure una gran quantitat de notes dins dels compassos, així com l'abundància de notes agudes que podem trobar a les seves cançons, tot i la poca tècnica clàssica que havia rebut el trompetista de jove. Així com passa en temes com el West End Blues d'Armstrong, les introduccions dels temes solen ser a trompeta sola i d'una dificultat considerable, i de fet, Roy Eldridge deia en to irònic que ell havia perdut la "jazz battle" amb Jabbo Smith, perquè en un principi no havia estat capaç de fer la introducció d'aquell tema.
A més, Jabbo Smith tampoc no anava mai acompanyat d'un trombonista, i els temes que gravava eren pròpiament seus i no cançons populars típiques de Nova Orleans com es solia fer en aquella època.

## Discografia i recopilacions (no sencera)
- Jabbo Smith & his Rhythm Aces. 1929 The Complete Set featuring: Ikey Robisnon & his Band, RTR79013 Jazz, publicat l'1 de gener de 1996.
- Jabbo Smith & his Rhythm Aces. Volume 2, The Trumpet Ace of the 20's[5]
- Hidden Treasure, publicat el 15 d'octubre de 1961.
- The Compliete Hidden Treasure Sessions, publicat el 3 de juny de 1961.
- Jabbo Smith Selected Favorites, Jazz.
- The Best of Jabbo Smith, Lina Blues.
- Jabbo Smith in Chronology, The Complete Jazz Series[6]